# Philipp von Mirbach
Philipp von Mirbach (* 1961 in Hamburg) ist ein deutscher Schauspieler,  Hörspielsprecher und Demenzpate.

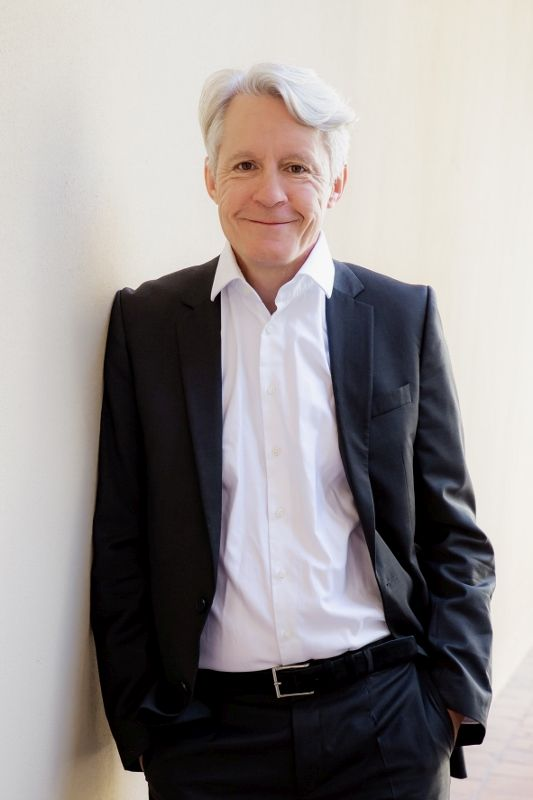
Philipp von Mirbach

## Leben
Philipp von Mirbach wurde am Schauspielstudio Hamburg bei Hildburg Frese ausgebildet und debütierte anschließend am Theater Pforzheim. Danach arbeitete er an verschiedenen Bühnen, so am Kieler Schauspiel, am Schloßtheater Celle, in Köln, in Bruchsal und in Heilbronn (2003–2007).
Dort wirkte er in der deutschsprachigen Erstaufführung von Richard Dressers Schüsse ins Herz (Gun-Shy), in Arthur Millers Tod eines Handlungsreisenden und als „Baron Geert von Innstetten“ in Effi Briest mit.
2007 zog er mit seiner Familie nach Augsburg, um am Theater Augsburg zu arbeiten. Er spielte „Robert“ in Push Up 1 - 3, „Malvolio“ in Was ihr wollt, „Michel“ in Der Gott des Gemetzels und „Teddy Brewster“ in Arsen und Spitzenhäubchen.
2020 übernahm er ehrenamtlich den Vorsitz der Bezirksgruppe Bayern im Verband der Baltischen Ritterschaften.
Ferner nimmt er am Augsburger Demenzpaten-Projekt teil mit dem Ziel, durch Information und Aufklärung Verständnis für die Erkrankung und die Auswirkungen für die Betroffenen und deren Familien zu fördern.

## Theatrografie (Auswahl)
- 2014: Die Katze auf dem heißen Blechdach (als Reverend Tooker)
- 2015: Die heilige Johanna der Schlachthöfe (als Vorarbeiter / Schwarzer Strohhut)
- Der zerbrochne Krug
- Die neuen Leiden des jungen W.
- Die Räuber
- Die schmutzigen Hände
- Hamlet, Prinz von Dänemark (als Polonius)
- Im Dickicht der Städte
- John Gabriel Borkman (als Vilhelm Foldal)
- Mann ist Mann
- Tartuffe

## Filmografie
- 1987: Requiem
- 1998: Engel (Stimme)
- 1999: Ein Tag in der 1. Welt (Short)
- 1999–2005: Verbotene Liebe (TV-Serie, 5 Folgen)
- 2010: Red Lightning
- 2011: Carl und Berta
- 2012: Die Fugger
- 2012: Tom und Hacke
- 2013: Truckstop
- 2013: Herr Peters und das Huhn
- 2014: DiePrüfung. (Kurzfilm)
- 2014: Herr Peters und das Huhn
- 2016: Rise of the Sowjetosaurus
- 2017: Bella Germania
- 2018: Deutschlands große Clans
- 2020: Galileo/Pro Sieben